# Кушнір Євгеній Олексійович
Кушнір Євгеній Олексійович (6 квітня 1998, с. Слобода-Шаргородська, Вінницька область — 26 березня 2025, поблизу с. Яблунівка, Донецька область) — український військовослужбовець, солдат полку «Азов» Національної гвардії України, який загинув під час російсько-української війни, захищаючи східні рубежі України.

## Біографія
Народився 6 квітня 1998 року в селі Слобода-Шаргородська Вінницької області в багатодітній сім'ї Олексія та Людмили Кушнір. Мав трьох братів та дві сестри.
Восени 2004 року розпочав навчання в школі рідного села. У 2012 році, після смерті батька, виховувався матір'ю. Того ж року перейшов до місцевої гімназії, де проявив себе здібним учнем. Активно займався спортом, мав значні досягнення в шахах та футболі. Особливий інтерес проявляв до історії України, яка стала його улюбленим предметом.
У 2015 році вступив до Львівського національного університету імені Івана Франка на історичний факультет. Здобувши вищу освіту у 2019 році, працював у Львові, де швидко здобув повагу колег своїми професійними якостями та товариською вдачею.

## Військова служба
На початку повномасштабного російського вторгнення в Україну 2022 року Євгеній перебував за кордоном, де активно долучився до волонтерської діяльності, допомагаючи українським біженцям та збираючи допомогу для Збройних Сил України. 
Після загибелі брата Вʼячеслава Кушніра (позивний «Маус»), який служив у бригаді «Азов», прийняв рішення повернутися в Україну.
Влітку добровольцем 2023 року добровільно вступив до підрозділу брата. 
Служив у артилерійському підрозділі на командній посаді — командир розрахунку гармати. За свідченнями побратимів, проявив себе як надійний, дисциплінований та вмотивований боєць.
З кінця 2024 року брав участь в обороні Торецького напрямку, де полк «Азов» відігравав важливу роль у стримуванні російського наступу. 

## Загибель
Загинув 26 березня 2025 року під час бойових дій поблизу населеного пункту Яблунівка, що знаходиться неподалік від Торецька Донецької області. 
Підрозділ, в якому служив Євгеній Кушнір, протистояв наступу російських окупаційних військ, які намагалися прорвати українську оборону в цьому стратегічно важливому районі. 

## Нагороди
Указом Президента України  №648/2024 від 30.09.2024 року Євгенія Кушніра було нагороджено медаллю “За військову службу Україні”